# Ljubomir Daltschew
Ljubomir Christow Daltschew (bulgarisch Любомир Христов Далчев; * 27. Dezember 1902 in Saloniki; † 11. Juli 2002 in Sunnyvale, Kalifornien) war ein bulgarischer Bildhauer. Der Dichter und Kritiker Atanas Daltschew ist sein Bruder.

## Leben

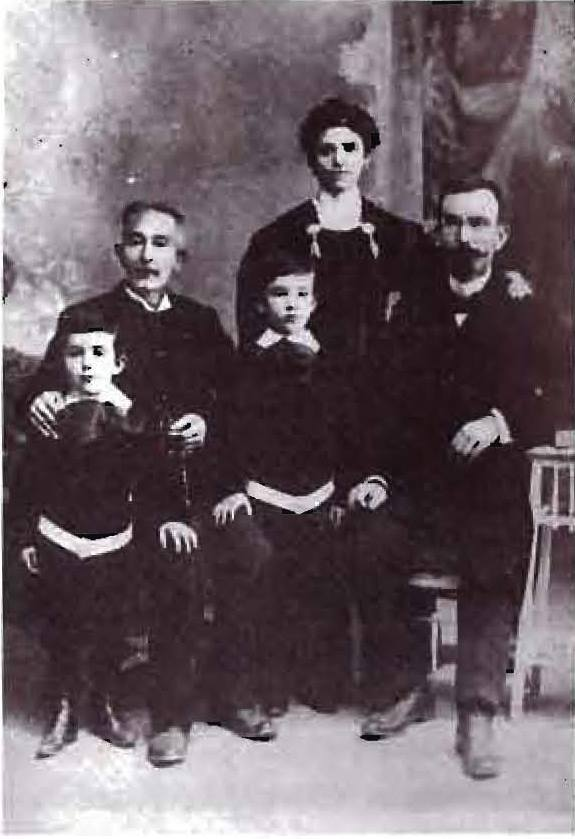
Ljubomir Daltschew im Kreis seiner Familie im Jahr 1909

Nachdem Daltschew 1926 die Kunstakademie Sofia absolviert hatte, studierte er von 1926 bis 1928 Bildhauerei an Kunstakademie in Rom. Im Jahr 1945 wurde er Professor an der Kunstakademie Sofia.
Seine bildhauerischen Arbeiten erfolgten in verschiedenen Genres und reichten von dekorativen Elementen bis zur monumentalen Skulptur. Er wurde mit dem Dimitroffpreis ausgezeichnet.
Seit 2013 trägt die Dalchev Cove der Anvers-Insel in der Antarktis seinen Namen.

## Werke (Auswahl)
- Bei der Toilette, 1934
- Mädchen, 1941
- Reliefs am Gerichtsgebäude in Sofia, 1937–1939
- Relief Oktober am Denkmal für die Sowjetarmee, Sofia, 1952
- Kliment-Ochridski-Denkmal, Sofia, 1978